# A dos Negros
A dos Negros ist eine Gemeinde (Freguesia) im portugiesischen Kreis Óbidos. In ihr leben 1456 Einwohner (Stand 19. April 2021).